# Smrt mladého Bary
Smrt mladého Bary (La Mort du jeune Bara) je nedokončený obraz francouzského malíře Jacquese-Louise Davida z roku 1794. Obraz je součástí sbírek Muzea Calvet v Avignonu. Obraz zachycuje mladého padlého revolucionáře během Velké francouzské revoluce.

## Historický kontext
François Joseph Bara (1779–1793) byl mladý republikánský voják, který zahynul během povstání ve Vendée a podle revoluční legendy zemřel hrdinskou smrtí kulkami royalistů s výkřikem Vive la République! Bara zahynul ve věku 14 let. Po smrti se stal jedním z mučedníků Revoluce a jeho smrt se stala námětem mnoha uměleckých děl.

## Historie
David svými obrazy oslavoval hrdiny a významné muže Revoluce. Obraz tvoří spolu s díly Maratova smrt a Poslední chvíle Michela Lepeletiera sérii věnovanou republikánským mučedníkům. Dílo zůstalo nedokončeno a nachází se ve sbírkách Muzea Calvet v Avignonu.
Z roku 1794 pochází kopie díla neznámého autora, která se nachází ve sbírkách Musée des beaux-arts de Lille a je vystavena na zámku Vizille.